# Pális Ferenc
Pális Ferenc (1927. szeptember 16. – 2014. augusztus 12.) labdarúgó, csatár.

## Pályafutása
Mosonmagyaróvár kezdte a labdarúgást. 1946 és 1949 között a MÁV-DAC csapatában játszott. 1949 és 1956 között a Győri Vasas ETO játékosa volt. Az élvonalban 1949. szeptember 4-én mutatkozott be a Kispest ellen, ahol csapata 4–0-s vereséget szenvedett.
1951. május 1-én az Aranycsapat elleni barátságos mérkőzésen öt gólt rúgott Grosics Gyula kapujába.
1954-ben egy Achilles-ínsérülés, 1956-ban egy porcsérülés miatt kellett hosszabb pihenőt tartania, de korábbi formáját már nem nyerte vissza így befejezte pályafutását. Összesen 90 élvonalbeli mérkőzésen lépett pályára és 44 gólt szerzett.

## Sikerei, díjai
- Magyar bajnokság
  - 6.: 1952, 1953